# Milne Steamer
Milne Steamer war eine US-amerikanische Automarke.

## Markengeschichte
Frank Milne betrieb zusammen mit einem Partner von 1898 bis 1900 die Everett Motor Carriage Company. Nach deren Verkauf machte er in Everett in Massachusetts auf eigene Rechnung weiter. Er fertigte 1901 einige Automobile, die er als Milne Steamer verkaufte.
Es ist nicht bekannt, wie viele Fahrzeuge entstanden. 1905 waren im Gebiet Neuengland noch zwei Fahrzeuge dieser Marke zugelassen.

## Fahrzeuge
Im Angebot standen ausschließlich Dampfwagen.